# シーロ・エンリケ・アウベス・フェレイラ・エ・シウバ
シーロ（Ciro）ことシーロ・エンリケ・アウベス・フェレイラ・エ・シウバ（Ciro Henrique Alves Ferreira e Silva, 1989年4月18日 - ）は、ブラジル・ペルナンブーコ州出身のサッカー選手。プルシブ・バンドン所属。ポジションはフォワード。

## 経歴
2004年からサルゲイロACのユースチームに所属し、2006年にスポルチ・レシフェに移籍し、2008年にトップチームに昇格した。2011年5月20日、フルミネンセに2年契約でレンタル移籍した。

## 代表歴
U-20ブラジル代表として2009 FIFA U-20ワールドカップに出場し準優勝に貢献した。

## タイトル
クラブ
スポルチ・レシフェ
- カンピオナート・ペルナンブカーノ 2009, 2010

バイーア
- カンピオナート・バイアーノ 2012

個人
- カンピオナート・ペルナンブカーノ得点王 2010